# Kloosterburen
Kloosterburen (en groningois : Kloosterboeren) est un village de la commune néerlandaise de Het Hogeland, situé dans la province de Groningue.

## Géographie
Le village est situé près de la mer des Wadden, à 20 km au nord de Groningue.

## Histoire
Le village doit son nom au deux monastères fondés vers 1175 et en 1204, tous deux appartenant à l'ordre des Prémontrés. Kloosterburen constitue une commune indépendante avant le 1er janvier 1990, date de son rattachement à la commune d'Ulrum, renommée De Marne le 1er janvier 1992. Celle-ci est supprimée et fusionnée le 1er janvier 2019 avec Bedum, Eemsmond et Winsum pour former la nouvelle commune de Het Hogeland.

## Démographie
Le 1er janvier 2018, le village comptait 780 habitants.